# Hypsidoris
Hypsidoris is een geslacht van uitgestorven meervalachtigen die leefden in het Eoceen. Het is het enige geslacht in de familie Hypsidoridae.

## Ontwikkeling
Het geslacht is onderdeel van de Ostariophysi, een groep vissen die zich in het Vroeg-Tertiair afsplitste van de Teleostei, en vervolgens het zoete water van rivieren ging koloniseren.

## Kenmerken
De ongeveer 20 cm lange roofvissen toonden grote gelijkenis met de huidige meervallen. Aan de voorzijde van iedere borstvin bevond zich een grote beschermende stekel, die kon worden uitgezet door middel van een krachtige spier. De dieren hadden een orgaan van Weber, een reeks kleine beweegbare beentjes tussen de voorzijde van de wervelkolom en de zwemblaas, karakteristiek voor alle Ostariophysi. Daarmee hadden ze vermoedelijk een goed gehoor, vooral in het hoogfrequente gebied.

## Leefwijze
Vis was de belangrijkste prooi, maar ook bodembewoners werden gegeten. De tastdraden aan de bek waren gevoelig voor aanraking en chemische stoffen. De vissen vertoefden veelal in troebele wateren.

## Verspreiding
Het verspreidingsgebied omvatte de subtropische meren en rivieren van het huidige Noord-Amerika, zo'n 50 miljoen jaar geleden.

## Vondsten
Er werden enkele zeer goed geconserveerde fossiele exemplaren gevonden in de Eocene afzettingen van de Green River in Wyoming.

## Soorten
- † Hypsidoris farsonensis Lundberg & Case, 1970
- † Hypsidoris oregonensis Grande & de Pinna, 1998